# Philipp Johann von Strahlenberg
Philipp Johann von Strahlenberg (říjen 1676 Stralsund – 2. září 1747 Halmstad) byl švédský vojenský důstojník a kartograf německého původu. Vytvořil mapy ruského území, potom co zůstal v ruském zajetí po bitvě u Poltavy.

## Životopis
Narodil se v Pomořansku rodičům otci Christianu Tabbertovi a matce Marii Eleonoře Klinckow. Pomořansko bylo tehdy součástí Švédska. Jeho původní jméno bylo Philipp Johann Tabbert. Do švédské armády vstoupil na popud strýce Martina Klinckowa v roce 1694 spolu s bratrem Petrem Siegfriedem. V roce 1703 byl povýšen na kapitána. V roce 1707 byl povýšen do šlechtického stavu a přijal jméno von Strahlenberg. Během Severní války se zúčastnil se bitev obléhání Toruně (1703), bitvy u Fraustadtu (1706), bitvy u Holowczyny (možné také Golovčiny) (1708). Během bitvy u Poltavy v roce 1709 byl zajat, následně jako válečný zajatec byl poslán do Tobolska. V Tobolsku žil v letech 1711 až 1721, věnoval se studiu geografie Sibiře. Zajímal se o jazyky a zvyky místních domorodých kmenů. Během této doby podnikl několik cest po Sibiři a společně s Johannem Antonem von Matérnem vypracoval její mapu, která se dostala do rukou ruského cara Petra I. Velikého a vzbudila jeho zvláštní obdiv. Car nabídl Philippovi von Strahlenbergovi převzít vedení geodetické kanceláře. Po podepsání Nystadské mírové smlouvy v roce 1721 se vrátil do Švédska zbídačený a nemocný. V roce 1730 vydal ve Stockholmu knihu: Das Nord- und Ostliche Theil von Europa und Asia (Severní a východní část Evropy a Asie) s výsledky jeho studií. Kniha byla dobře přijata a brzy přeložena do angličtiny, francouzštiny a španělštiny. V rámci své knihy nakreslil nové mapy celého Ruska. Navrhl novou hranici mezi Evropou a Asií na ruském území. Tato hranice sledovala vrcholky Uralu až k řece Volze, poté ke 49. stupni zeměpisné šířky, následovala řeku Don až k Černému moři. Strahlenbergova kniha se také rozsáhle zabývala jazyky a zvyky Tatarů, Jakutů, Čuvašů, Krymských Tatarů, Uzbeků, Baškirů, Kyrgyzů, Turkmenů a Mongolů. Zveřejnil informaci o použití halucinogenní houby Mochomůrky červené při sibiřských šamanských rituálech. Sestavil a publikoval Kalmycko-německý slovník. Ve svých pozdějších letech napsal rozsáhlé dvousvazkové pojednání o historii Ruska.

## Dílo
- Das Nord-und Ostliche Theil von Europa und Asia

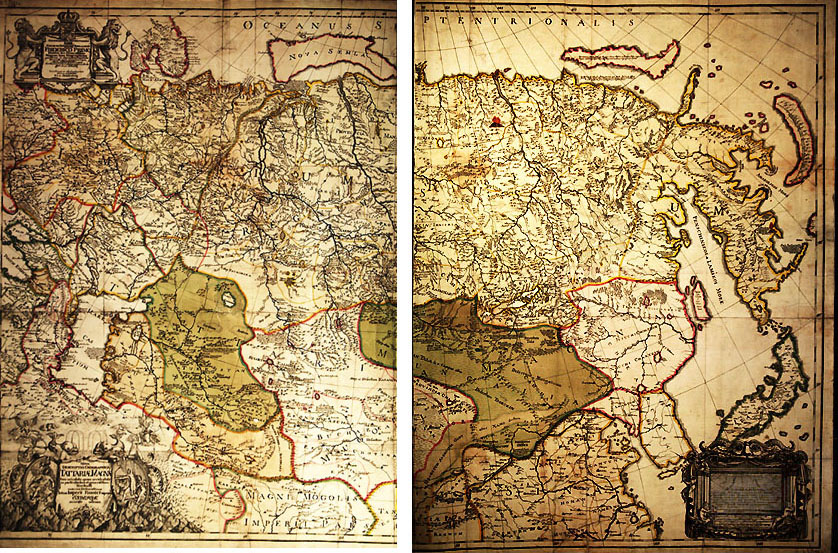
mapa Ruska z roku 1725

- mapa Ruska z roku 1725Popis Historique de l'Empire Russien